# Drie Eijghen

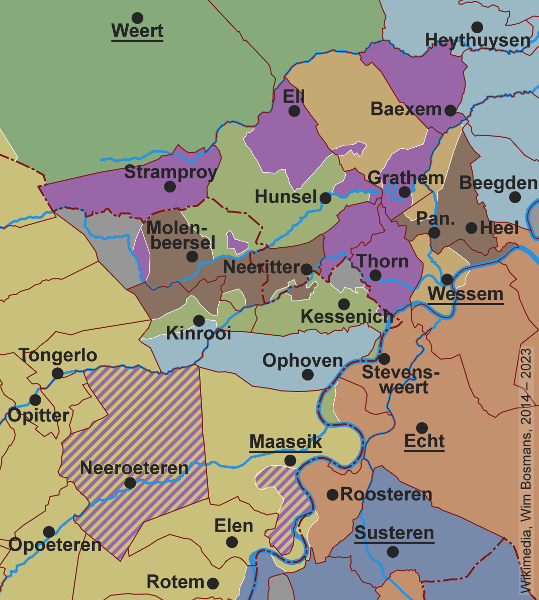
De onderdelen van de Drie Eigen:
Abdijvorstendom Thorn
Rijksheerlijkheid Kessenich
Luiks vrijdorp Neeritter

De Drie Eijg(h)en(en), Drie Eyg(h)en(en) of Drie Eigen is de verzamelnaam voor het abdijvorstendom Thorn, de rijksheerlijkheid Kessenich en het Luiks vrijdorp Neeritter. Dit waren drie 'eigen', d.w.z. 'rijksvrije', heerlijkheden op de grens tussen het graafschap Loon, het graafschap Horn en het Overkwartier van Gelre.

## Term
De verzamelnaam was gangbaar in het ancien régime, omdat de Drie Eijghen op dat moment sommige aspecten van hun soevereiniteit gezamenlijk uitvoerden. Hiertoe kan hun (vermoedelijk) gemeenschappelijke oorsprong geleid hebben, maar ook het voornemen samen sterker te staan tegen de machtige buurstaten. De samenwerking vond plaats op vlak van:
- Rechtspraak: van 1279 tot in de 15e eeuw bestaat er een gemeenschappelijke schepenbank voor zware misdrijven
- Verdediging: bij een conflict met de Crispelen (1441) is er sprake van een landweer van de Drie Eijghen
- Grondbeheer: woeste gronden zoals het Vijverbroek worden gebruikt door burgers uit alle drie gebieden
- Beslag: in 1551 maken de Drie Eijghen gebruik van eenzelfde regeling voor inbeslagnames in Roermond

In moderne tijden wordt de benaming ook gebruikt om enkele samenwerkingsverbanden aan te duiden:
- De 'Drie Eigen' is het grensoverschrijdende wandelgebied in Thorn, Kessenich en Neeritter[2]
- De 'Stichting Drie Eigen' is eind 2011 opgericht om het Vijverbroek tegen grindwinning te beschermen[3]

## Ontstaan
In de vroege middeleeuwen maakten de Drie Eijghen achtereenvolgens deel uit van de territoria Maasgouw, Kessenich-Eik en Casallum. Binnen dit Casallum groeiden de plaatsen Thorn, Neeritter en Hunsel later uit tot zelfstandige entiteiten (zie uiteenvallen van Casallum). De stichting van nieuwe nederzettingen (13e en 14e eeuw) werkte verdere versnippering in de hand. Het ontginningsgebied Beersel werd zelfs verdeeld onder alle vier dorpen. De aldus ontstane lappendeken zou in de vroegmoderne tijd meerdere reorganisaties noodzakelijk maken.

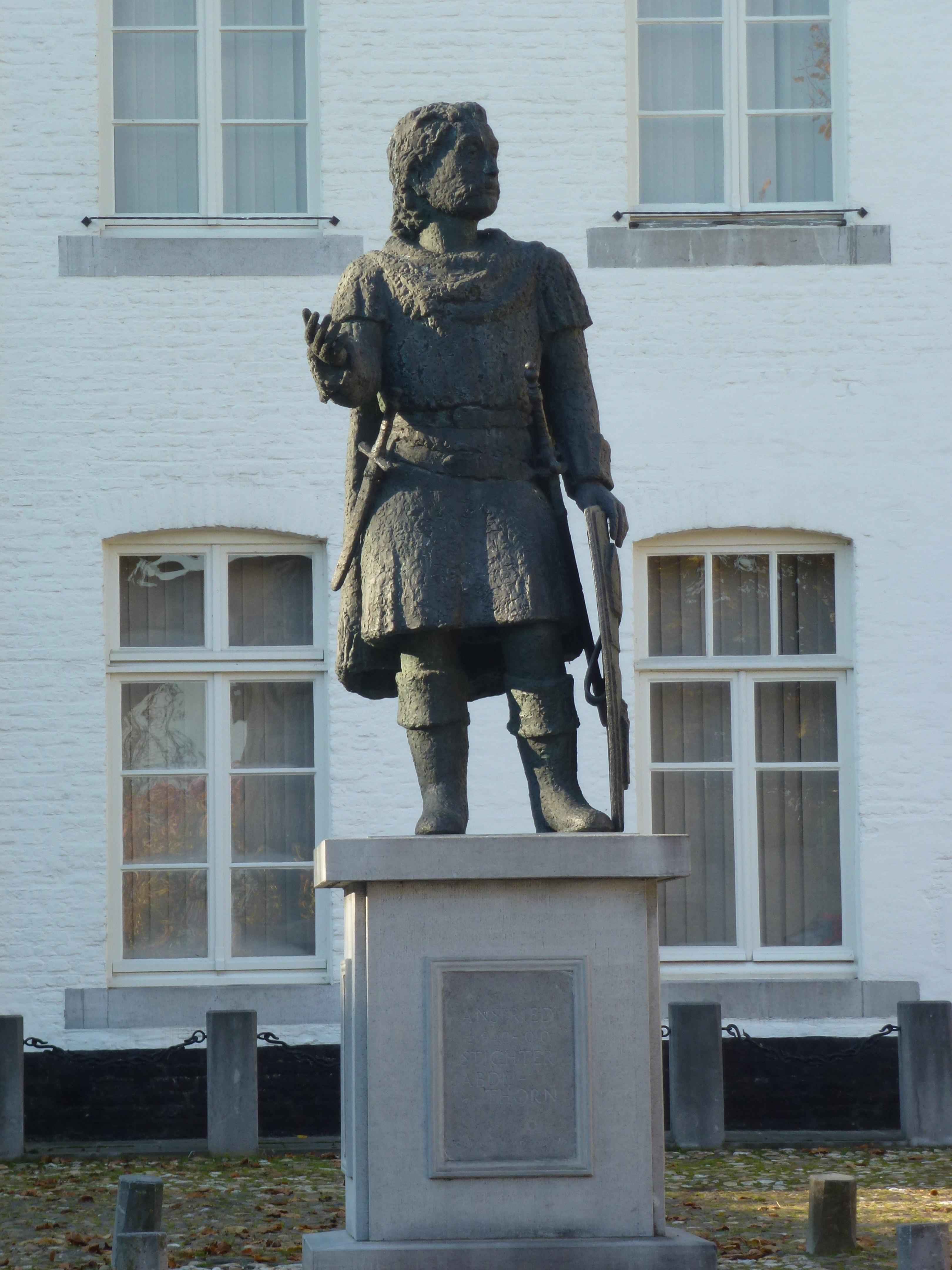
Ansfried de Jongere, plaatselijke graaf omstreeks 990

## Franse en Nederlandse tijd
In de Franse tijd werden de Drie Eijghen omgevormd tot gemeenten binnen de Franse administratie te Maastricht (december 1794), later departement Nedermaas genoemd. Begin 1796 kwamen de definitieve bestuurlijk-gerechtelijke kantons tot stand; de voormalige Drie Eijghen vielen grotendeels binnen het kanton Maaseik. In de periode 1810–1830 worden diverse gemeentegrenzen aangepast, vooral in de strook Ell–Grathem–Wessem. In november 1830 wordt de streek integraal onderdeel van het nieuwe België.

## Het grensverdrag van 1842
De 18 Artikelen lieten de beide Limburgen integraal aan België. Na de Tiendaagse Veldtocht moest België echter genoegen nemen met de 24 Artikelen, o.a. dat Stramproy, Neeritter, Ittervoort en Thorn avec leurs banlieues ... seront partie du territoire hollandais. Die gemeenten worden overgedragen (1839), maar er is discussie: volgens België konden 'de Beersels' onmogelijk tot leurs banlieues gerekend worden, want dan zouden twee exclaves van de gemeente Kessenich geïsoleerd raken. Voorlopig trof men een regeling om vrij verkeer tussen de drie delen van Kessenich mogelijk te maken. De definitieve regeling is het Grensverdrag van Den Haag (1842): 'de Beersels' keren terug naar België. Bovendien werd de grens tussen Kessenich en Neeritter verlegd naar de Itterbeek, uitgezonderd in Borgitter dat op verzoek van baron Michiels Belgisch bleef. Bij KB van 14 april 1843 werden de gebiedsaanwinsten bij de gemeente Kessenich aangehecht.

## De gemeenten Kinrooi en Molenbeersel

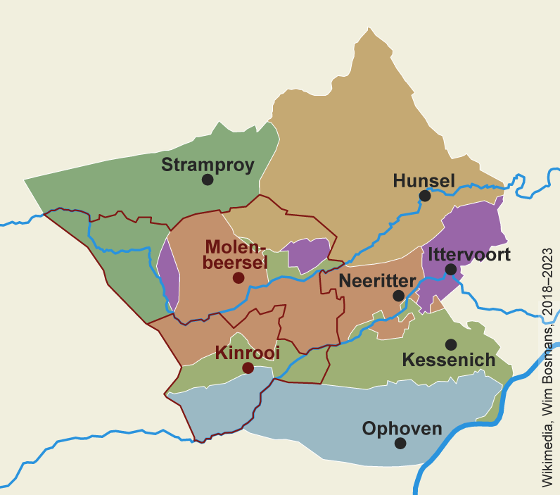
De historische samenstelling van de gemeenten Kinrooi en Molenbeersel

De gemeente Kessenich was nu zo groot dat sommige woonkernen 8 km buiten het dorp lagen. Dit bemoeilijkte niet alleen de administratie, maar ook het onderwijs en de ordehandhaving. Volksvertegenwoordiger Vilain XIIII diende begin 1844 een wetsvoorstel in om 'de Beersels' in een nieuwe gemeente Molenbeersel onder te brengen. De twee exclaves die van oudsher bij Kessenich hoorden, protesteren. Ook de gehuchten Manestraat, Bomerstraat en Broekhoek verzetten zich, want zij zouden gescheiden raken van het nabije Kinrooi. Op grond hiervan werd een plan uitgewerkt waarin ook Kinrooi, tezamen met de Bomerstraat en de Broekhoek, zelfstandig werd. De nieuwe gemeenten werden samengesteld uit de volgende secties (gemeenten van vóór 1843):
- Molenbeersel, 922 inwoners
  - gehucht Molenbeersel (Neeritter)
  - gehucht Beersel (Kessenich en Neeritter)
  - gehucht Groot-Beersel (Kessenich, Ittervoort en Hunsel)
  - gehucht 'de Manestraat' (Neeritter)
  - gehucht 'de Winkel' (Ittervoort)
  - gebied 'het Stramprooierbroek' (Stramproy)

- Kinrooi, 686 inwoners
  - gehucht Kinrooi, incl. 'de Driessenstraat' (Kessenich)
  - gehucht 'de Hagendoren', incl. 'de Simpel' (Ophoven)
  - gehucht 'de Bomerstraat', incl. 'de Broekhoek' (Neeritter)

Het parlement keurde het plan goed in april 1845. De kaart bij het wetsvoorstel blijkt achteraf niet te kloppen; ze deelde de Manestraat in bij Kinrooi en de Driessenstraat bij Kessenich. Eind 1846 werd een correctie van de kaart gestemd. Terwijl Kessenich in 1843–45 een bevolking van 2.102 inwoners telde, viel dit aantal door de verdeling terug tot 649 inwoners. In 1971 werden Kessenich, Kinrooi en Molenbeersel herenigd. Samen met Ophoven vormen ze sindsdien de 'fusiegemeente Kinrooi'.